# Hadronyche anzses
Hadronyche anzses is een spinnensoort uit de familie Atracidae. De soort komt voor in Queensland.